# Квинт Марций Филип (консул 186 пр.н.е.)
Вижте пояснителната страница за други личности с името Квинт Марций Филип.
Квинт Марций Филип (на латински: Quintus Marcius Philippus; * 229 пр.н.е.) e политик на Римската република през 2 век пр.н.е.
Произлиза от фамилията Марции. Син е на Луций и внук на Квинт Марций Филип (консул 281 пр.н.е.). Братовчед е на Гай Марций Фигул (консул 162 и 156 пр.н.е.).
Марций Филип е претор и управител на провинция Сицилия през 188 пр.н.е. През 186 пр.н.е. е избран за консул с колега Спурий Постумий Албин. През 169 пр.н.е. e избран за втори път за консул. Колега му е Гней Сервилий Цепион. През 164 пр.н.е. е цензор заедно с Луций Емилий Павел Македоник.